# Polissia Żytomierz
Polissia Żytomierz (ukr. Футбольний клуб «Полісся» (Житомир), Futbolnyj Kłub "Polissia" (Żytomyr)) – ukraiński klub piłkarski mający siedzibę w mieście Żytomierz, w północno-zachodniej części kraju, występujący od sezonu 2022/23 w rozgrywkach ukraińskiej Premier Lihi.

## Historia
Chronologia nazw:
- 1959: Awanhard Żytomierz (ukr. «Авангард» (Житомир))
- 1960: Polissia Żytomierz (ukr. «Полісся» (Житомир))
- 1967: Awtomobilist Żytomierz (ukr. «Автомобіліст» (Житомир))
- 1977: Spartak Żytomierz (ukr. «Спартак» (Житомир))
- 1989: Polissia Żytomierz (ukr. «Полісся» (Житомир))
- sierpień 1992: Chimik Żytomierz (ukr. «Хімік» (Житомир))
- 1997: Polissia Żytomierz (ukr. «Полісся» (Житомир))
- 2005: klub rozwiązano
- 16 marca 2016: MFK Żytomierz (ukr. МФК «Житомир»)
- 16 lutego 2017: Polissia Żytomierz (ukr. «Полісся» (Житомир))

Piłkarska drużyna Awanhard została założona w miejscowości Żytomierz w 1959 roku. Zespół prezentował Radę Obwodową Dobrowolnego Towarzystwa Sportowego "Awanhard" i startował w rozgrywkach Klasie B Mistrzostw ZSRR. W następnym roku klub został przydzielony do towarzystwa "Spartak", zmieniając nazwę na Polissia Żytomierz. W 1963 w wyniku reorganizacji systemu lig ZSRR Klasa B została obniżona do III poziomu. W 1967 po zmianie nazwy na Awtomobilist Żytomierz klub najpierw zwyciężył w strefie 1 Ukraińskiej SRR Klasy B, a potem był najlepszym w turnieju finałowym, zdobywając awans do 2 grupy Klasy A. W 1970 po kolejnej reformie systemu lig, klub ponownie został zdegradowany do poziomu III. Liga w 1971 roku przyjęła nazwę Wtoraja liga. W 1977 klub zmienił nazwę na Spartak Żytomierz. Od roku 1989 ponownie klub nazywał się Polissia Żytomierz. W latach 1990–1991 zespół grał we Wtoroj nizszej lidze.
Od początku rozgrywek w niepodległej Ukrainie klub debiutował w sezonie 1992 w rozgrywkach Perszej lihi. W sierpniu 1992 zmienił nazwę na Chimik Żytomierz. Jedynie w sezonach 1992/93 oraz 2000/01 występował w Druhiej lidze. Latem 1997 roku klub ponownie przyjął nazwę Polissia Żytomierz.
Po zakończeniu sezonu 2003/04, w którym zespół zajął ostatnie 18.miejsce w Perszej lidze i miał spaść z ligi, ale tak jak klub Zirka Kirowohrad został zdegradowany z Wyższej lihi do Drugiej lihi zespół uratował się przed spadkiem. Jednak już w następnym sezonie 2004/05 klub zakończył tylko rundę jesienną, po czym zrezygnował z dalszych rozgrywek i został rozwiązany w 2005 roku.
Po wspomnianej likwidacji założono dwa kluby MFK Żytomierz i Żytyczi Żytomierz, które przystąpiły do rozgrywek w Drugiej lidze w sezonie 2005/06. W marcu 2006 roku władza miasta przestała finansować MFK Żytomierz i klub został rozwiązany 30 kwietnia 2006 roku. Żytyczi Żytomierz zajął 8.miejsce, ale nie uzyskał licencji, pozwalającej na grę w następnym sezonie ligowym i został pozbawiony statusu profesjonalnego.
16 marca 2016 roku decyzją Rady Miejskiej klub został reaktywowany jako MFK Żytomierz (MFK – Municypalnyj Futbolnyj Kłub, pol. Miejski Klub Piłkarski). Zespół startował w rozgrywkach amatorskich mistrzostw Ukrainy, zajmując 3.miejsce w grupie 1. W następnym sezonie 2016/17 ponownie startował w amatorskich mistrzostwach oraz amatorskim pucharze Ukrainy. 16 lutego 2017 klub zmienił nazwę na Polissia Żytomierz.
21 czerwca 2017 został dopuszczony do rozgrywek Druhiej lihi i otrzymał status profesjonalny. W sezonie 2017/18 debiutował w Druhiej lidze, zajmując 8.miejsce w grupie A. W następnym sezonie awansował na trzecią pozycję. W sezonie 2019/20 ze względu na pandemię COVID-19 rozgrywki zostały przerwane. Klub rozegrał tylko 20 spotkań i zajmował drugą lokatę w grupie A przed zatrzymaniem rozgrywek. Decyzją PFL otrzymał promocję do Perszej lihi.

## Barwy klubowe, strój, herb, hymn
|  |  |

Klub ma barwy zielono-czarno-żółte. Zawodnicy domowe spotkania zazwyczaj grają w czarno-zielonych koszulkach, czarnych spodenkach oraz czarnych getrach.

## Sukcesy

### Liga Konferencji
przegrane mecze kwalifikacyjne z Olimpią Lublana

### Trofea krajowe
Ukraina
| \| \| Zdobyte trofea w rozgrywkach Ukrainy (stan na: 31-05-2023) \| |                                                            |      |               |
| Rozgrywki                                                           | Osiągnięcie                                                | Razy | Sezon(y)      |
| · Mistrzostwo                                                       | I miejsce                                                  | 0    |               |
| · Mistrzostwo                                                       | II miejsce                                                 | 0    |               |
| · Mistrzostwo                                                       | III miejsce                                                | 0    |               |
| · Mistrzostwo                                                       | ?.miejsce                                                  | 1    | 2023/24       |
| Puchar                                                              | zdobywca                                                   | 0    |               |
| Puchar                                                              | finalista                                                  | 0    |               |
| Puchar                                                              | 1/8 finału                                                 | 2    | 1992, 2000/01 |
| II liga                                                             | I miejsce                                                  | 1    | 2022/23       |
| II liga                                                             | II miejsce                                                 | 0    |               |
| II liga                                                             | III miejsce                                                | 0    |               |
| Ukraina                                                             | Zdobyte trofea w rozgrywkach Ukrainy (stan na: 31-05-2023) |      |               |

- Druha liha (D3):
  - mistrz (1x): 2000/01 (gr. A)
  - wicemistrz (2x): 1992/93, 2019/20 (gr. A)
  - 3.miejsce (1x): 2018/19 (gr. A)

- Amatorska liga Ukrainy:
  - 3.miejsce (1x): 2016 (gr.1)

- Amatorski Puchar Ukrainy:
  - 1/16 finału (1x): 2016/17

- Puchar II ligi Ukrainy:
  - zdobywca (1x): 2000/01

ZSRR
| \| \| Zdobyte trofea w rozgrywkach Związku Radzieckiego (stan na: 31-12-1992) \| |                                                                         |      |                                      |
| Rozgrywki                                                                        | Osiągnięcie                                                             | Razy | Sezon(y)                             |
| Mistrzostwo                                                                      | I miejsce                                                               | 0    |                                      |
| Mistrzostwo                                                                      | II miejsce                                                              | 0    |                                      |
| Mistrzostwo                                                                      | III miejsce                                                             | 0    |                                      |
| Puchar                                                                           | zdobywca                                                                | 0    |                                      |
| Puchar                                                                           | finalista                                                               | 0    |                                      |
| Puchar                                                                           | 1/8 finału                                                              | 1    | 1969                                 |
| II liga                                                                          | I miejsce                                                               | 0    |                                      |
| II liga                                                                          | II miejsce                                                              | 0    |                                      |
| II liga                                                                          | III miejsce                                                             | 0    |                                      |
| II liga                                                                          | 4.miejsce                                                               | 2    | 1968 (1 podgrupa), 1969 (1 podgrupa) |
|                                                                                  | Zdobyte trofea w rozgrywkach Związku Radzieckiego (stan na: 31-12-1992) |      |                                      |

- Klasa B / Wtoraja liga (D3):
  - mistrz (1x): 1967 (finał Ukraińskiej SRR)
  - wicemistrz (2x): 1973 (1 zona), 1975 (6 zona)
  - 3.miejsce (4x): 1964 (finał Ukraińskiej SRR), 1970 (1 zona), 1971 (1 zona), 1971 (półfinał II)

- Mistrzostwa Ukraińskiej SRR:
  - mistrz (1x): 1967
  - wicemistrz (2x): 1973, 1975
  - 3.miejsce (1x): 1971

- Puchar Ukraińskiej SRR:
  - zdobywca (2x): 1972, 1990
  - finalista (1x): 1974

- Mistrzostwo obwodu żytomierskiego:
  - mistrz (1x): 1958

- Puchar obwodu żytomierskiego:
  - zdobywca (1x): 1958

## Poszczególne sezony
ZSRR
Ukraina

### Rozgrywki międzynarodowe

#### Europejskie puchary
Legenda do wszystkich tabel:
- Q – runda eliminacyjna, 1/16, 1/8, 1/4, 1/2 – odpowiednia faza rozgrywek, Grupa – runda grupowa, 1r gr – pierwsza runda grupowa, 2r gr – druga runda grupowa, F – finał, R – runda, PO – play-off
- k. – rzuty karne, los. – losowanie, Dogr. – dogrywka, w. – zasada bramek strzelonych na wyjeździe

| Sezon   | Rozgrywki        | Runda | Klub             | Dom | Wyjazd | Ogólnie |
| ------- | ---------------- | ----- | ---------------- | --- | ------ | ------- |
| 2024/25 | Liga Konferencji | 2Q    | Olimpija Lublana | 1–2 | 0–2    | 1–4     |
| 2025/26 | Liga Konferencji | 2Q    | FC Santa Coloma  | 1–2 | 4–1    | 5–3     |
| 2025/26 | Liga Konferencji | 3Q    | Paksi FC         | 3–0 | 1–2    | 4–2     |
| 2025/26 | Liga Konferencji | PO    | Fiorentina       | –   | –      | –       |

### Rozgrywki krajowe
ZSRR
| \| \| Bilans występów klubu w rozgrywkach piłkarskich Związku Radzieckiego (Stan na 31 grudnia 1991 r.) \| | |        |       |   |   |   |    |    |     |                      |        |        |      |
| Poziom | Rozgrywki                                                                                                | Sezony | Mecze | Z | R | P | B+ | B– | Pkt | Lata                 | Awanse | Spadki | Naj. |
| I | Gruppa A / Pierwaja gruppa / Klass A / Wysszaja gruppa A / Wysszaja liga                                 | 0      |       |   |   |   |    |    |     |                      |        |        |      |
| II | Gruppa B / Wtoraja gruppa / Klass B / Klass A, wtoraja gruppa / Klass A, pierwaja gruppa / Pierwaja liga | 7      |       |   |   |   |    |    |     | 1959–1963, 1968–1969 | 0      | 2      | 4    |
| III | Gruppa W / Trietja gruppa / Klass B / Klass A, wtoraja gruppa / Wtoraja liga                             | 24     |       |   |   |   |    |    |     | 1964–1967, 1970–1989 | 2      | 1      | 1    |
| IV | Gruppa G / Klass B / Wtoraja nizszaja liga                                                               | 2      |       |   |   |   |    |    |     | 1990–1991            |        |        | 4    |
| | Puchar ZSRR                                                                                              | 11     |       |   |   |   |    |    |     | 1959–1991            | 0      | 0      | 1/8  |
| | Bilans występów klubu w rozgrywkach piłkarskich Związku Radzieckiego (Stan na 31 grudnia 1991 r.)        |        |       |   |   |   |    |    |     |                      |        |        |      |

Ukraina
| \| Ukraina \| Bilans występów klubu w rozgrywkach piłkarskich Ukrainy (Stan na 31 maja 2023 r.) \| \| |                                                                                   |        |       |   |   |   |    |    |     |                                       |        |        |      |
| Poziom                                                                                                | Rozgrywki                                                                         | Sezony | Mecze | Z | R | P | B+ | B– | Pkt | Lata                                  | Awanse | Spadki | Naj. |
| I | Wyszcza Liha / Premier-liha                                                       | 1      |       |   |   |   |    |    |     | od 2023                               | 0      | 0      |      |
| II | Persza liha                                                                       | 15     |       |   |   |   |    |    |     | 1992, 1993–2000, 2001–2005, 2020–2003 | 1      | 2      | 1    |
| III                                                                                                   | Druha liha                                                                        | 5      |       |   |   |   |    |    |     | 1992/93, 2000/01, 2017–2020           | 3      | 0      | 1    |
| IV | Perehidna liha / Tretia liha / Amatorska liha                                     | 2      |       |   |   |   |    |    |     | 2016–2017                             | 1      | 0      | 3    |
| | Puchar Ukrainy                                                                    | 20     |       |   |   |   |    |    |     | od 1992                               | 0      | 0      | 1/8  |
| | Superpuchar Ukrainy                                                               | 0      |       |   |   |   |    |    |     |                                       | 0      | 0      |      |
| Ukraina                                                                                               | Bilans występów klubu w rozgrywkach piłkarskich Ukrainy (Stan na 31 maja 2023 r.) |        |       |   |   |   |    |    |     |                                       |        |        |      |

## Statystyki

### Rekordy indywidualne

#### Najwięcej występów klubowych w Mistrzostwach ZSRR i Ukrainy
Stan na 31 maja 2020.
| # | Piłkarz              | Lata występów         | Meczów |
| - | -------------------- | --------------------- | ------ |
| 1 | / Wołodymyr Szyszkow | 1974, 1978, 1981—1993 | 469    |
| 2 | / Stefan Baran       | 1981—1992             | 458    |
| 3 | / Jurij Strycharczuk | 1982—1985, 1987—1992  | 391    |

#### Najwięcej goli w Mistrzostwach ZSRR i Ukrainy
Stan na 25 kwietnia 2016.
| # | Piłkarz              | Lata występów                              | Bramki |
| - | -------------------- | ------------------------------------------ | ------ |
| 1 | / Wołodymyr Szyszkow | 1974, 1978, 1981—1993                      | 192    |
| 2 | Pawło Parszyn        | 1998—2004                                  | 82     |
| 3 | / Jurij Łeonow       | 1982—1983, 1986—1991, 1992—1994, 1997—1998 | 68     |

## Piłkarze, trenerzy, prezydenci i właściciele klubu

### Piłkarze

#### Aktualny skład zespołu
Stan na 26.09.2023
| Nr | Poz. | Piłkarz                                 |
| -- | ---- | --------------------------------------- |
| 1  | BR   | Ołeh Kudryk                             |
| 2  | OB   | Moses Jarju                             |
| 4  | OB   | Andrij Hitczenko                        |
| 5  | OB   | Mykyta Krawczenko (wyp. z Dynama Kijów) |
| 6  | PO   | Wiaczesław Tankowski                    |
| 7  | NA   | Ołeksandr Nazarenko                     |
| 8  | PO   | Władysław Ohiria (kapitan)              |
| 9  | PO   | Jewhenij Morozko                        |
| 10 | NA   | Denis Janakow                           |
| 12 | BR   | Chijioke Aniagboso                      |
| 13 | OB   | Lucas Taylor                            |
| 18 | NA   | Béni Makouana                           |
| 20 | PO   | Jewhenij Mykytiuk                       |

| Nr | Poz. | Piłkarz                    |
| -- | ---- | -------------------------- |
| 22 | PO   | Wasyl Hrycuk               |
| 23 | NA   | Dmytro Szastał             |
| 28 | NA   | Pyłyp Budkiwski            |
| 29 | OB   | Artem Smolakow             |
| 30 | OB   | Artem Szabanow             |
| 33 | BR   | Artem Pospiełow            |
| 44 | OB   | Serhij Czobotenko          |
| 55 | OB   | Borys Kruszynski           |
| 59 | PO   | Artem Kozak                |
| 71 | BR   | Denys Bojko                |
| 77 | OB   | Bohdan Kusznirenko         |
| 95 | PO   | Emil Mustafajew            |
| 99 | NA   | Arielson (wyp. z Cruzeiro) |

#### Piłkarze na wypożyczeniu
| Nr | Poz. | Piłkarz                                    |
| -- | ---- | ------------------------------------------ |
|    | PO   | Nikita Petruk (w FK Zwiahel do 30.06.2024) |

| Nr | Poz. | Piłkarz                                               |
| -- | ---- | ----------------------------------------------------- |
|    | NA   | Władysław Wakuła (w Czornomoreć Odessa do 30.06.2024) |

### Trenerzy
- 1959:  Anatolij Bohdanowycz
- 1960:  Wołodymyr Hreber

...
- 1962:  Wiktor Fomin

...
- 1964–1965:  Grigorij Tuczkow
- 1966:  Razmik Saakian
- 1967–1970:  Wiktor Żylin
- 1971–07.1972:  Mykoła Siusiura
- 08.1972–12.1972:  Josyp Lifszyć
- 1973–06.1974:  Wałerij Starodubow
- 07.1974–1976:  Wiktor Żylin
- 1977–0?.1978:  Wiktor Bannikow
- 0?.1978–1979:  Wiktor Pestrykow
- 1980:  Andrij Biba
- 1981:  Anatolij Kroszczenko
- 1982–1984:  Wałerij Starodubow
- 1985:  Ołeksandr Iszczenko
- 1986–06.1987:  Ołeksandr Hułewski
- 07.1987–09.1989:  Ołeksandr Iszczenko
- 09.1989–12.1989:  Zaja Awdysz
- 01.1990–12.1990:  Wałerij Starodubow
- 01.1991–07.1992:  Zaja Awdysz
- 08.1992–11.1993:  Ołeksandr Iszczenko
- 03.1994–06.1994:  Robert Sarkisow
- 08.1994:  Łeonid Kołtun
- 09.1994:  Iwan Szanhin
- 10.1994–11.1994:  Łeonid Kołtun
- 03.1995–07.1995:  Andrij Czeremisin
- 08.1995–09.1995:  Wołodymyr Neczajew
- 10.1995–11.1995:  Zaja Awdysz
- 03.1996–06.1996:  Andrij Biba
- 08.1996–09.1996:  Vladimir Veber (p.o.)
- 09.1996–06.1997:  Hryhorij Iszczenko
- 07.1997–04.1998:  Ihor Jakubowski (grający trener)
- 05.1998–08.1998:  Zaja Awdysz
- 08.1998:  Ihor Jakubowski (grający trener)
- 08.1998–10.1998:  Roman Pokora
- 10.1998–11.1999:  Zaja Awdysz
- 04.1999:  Mychajło Duneć
- 04.1999–11.1999:  Zaja Awdysz
- 03.2000–05.2000:  Hryhorij Warżełenko
- 05.2000–06.2000:  Zaja Awdysz
- 08.2000–11.2000:  Anatolij Zajajew
- 03.2001–06.2001:  Juchym Szkolnykow
- 06.2001–07.2001:  Serhij Szewczenko
- 08.2001–06.2002:  Zaja Awdysz
- 07.2002–08.2002:  Semen Osynowski
- 09.2002–11.2003:  Zaja Awdysz
- 03.2004:  Ołeksandr Tomach
- 03.2004–06.2004:  Juchym Szkolnykow
- 06.2004–07.2004:  Wasyl Chomenko (p.o.)
- 08.2004–11.2004:  Zaja Awdysz

---
- 16.03.2016–24.08.2017:  Ihor Łewycki
- 25.08.2017–22.11.2017:  Eduard Chawrow
- 22.11.2017–15.12.2017:  Wołodymyr Maziar
- 27.12.2017–21.08.2018:  Ołeksandr Pryzetko
- 21.08.2018–04.07.2020:  Anatolij Bezsmertny
- 07.07.2020–15.06.2021:  Serhij Szyszczenko
- 15.06.2021–...:  Jurij Kalitwincew

### Prezydenci
- 2016–2017: Rusłan Pawluk
- od 2017: Witalij Laskowski

## Struktura klubu

### Stadion
Klub piłkarski rozgrywał swoje mecze domowe na stadionie Centralnym w Żytomierzu o pojemności 21 928 widzów.

## Kibice i rywalizacja z innymi klubami

### Derby
- Krok Żytomierz
- Nywa Winnica
- Szachtar Korosteszów
- Weres Równe